# Brouwerij De Brabander
De Brouwerij De Brabander is een voormalige brouwerij in het Belgische dorp Elversele, net op de grens met Tielrode. De brouwerij was actief van 1897 tot 1954.

## Bieren[1]
- Export
- Helder